# Judith Light
Judith Ellen Light (Trenton, Nueva Jersey, 9 de febrero de 1949) es una actriz de cine, teatro y televisión estadounidense. Ganó un premio Tony en 2012 por su actuación en la obra de Broadway Otras ciudades del desierto.[cita requerida]

## Primeros años
Judith Light hija de la modelo Pearl Sue y de Sidney Light. Terminó sus estudios de secundaria en la St. Mary's Hall-Doane Academy en 1966, y posteriormente se licenció en artes dramáticas en la Universidad Carnegie Mellon. Comenzó a aparecer en obras teatrales, debutando en la obra Ricardo III en 1970; también protagonizó la obra de Broadway Herzl en 1976.

## Carrera
A fines de los años 70, Light fue llamada por su agente a una audición para un papel suplente en la telenovela de la cadena ABC One Life to Live. Ella no quería trabajar en un programa de televisión o una comedia, por lo que rechazó la idea, hasta que le dijeron que iba a tener un salario diario de 350 dólares. Se dio cuenta de que su papel gustaba y llegaba a las personas, lo que la hizo ver que podía marcar la diferencia y hacer dinero.[cita requerida] En lugar del papel suplente, le dieron el papel de Karen Wolek, que ya había sido interpretado por Kathryn Breech y Julia Duffy. Este papel fue muy lucrativo para Light, siendo uno de los más admirados y recordados personajes femeninos en la historia de la televisión. Por este papel, ganó su primer premio Daytime Emmy como mejor actriz principal en una serie dramática en 1980, y un premio Emmy un año más tarde. 
Apareció en un episodio de la serie St. Elsewhere, que iba por su primera temporada, en la que interpretaba a un ama de casa que se queda embarazada por novena vez a pesar de que su marido le afirma haberse hecho una vasectomía. 
Después de este éxito, consiguió el papel de una ejecutiva de publicidad, Angela Bower, en la comedia de ABC Who's the Boss?, coprotagonizada por Tony Danza. La serie tuvo un enorme éxito y estuvo en el aire más de 8 temporadas, desde 1984 hasta 1992, lo que le dio fama internacional. Light pasó la mayor parte de la década de 1990 protagonizando películas para televisión como Men Don't Tell y, en 1997, Too Close to Home, coprotagonizada por Rick Schroder. 
En el año 2000, recibió buenas críticas cuando interpretó en el escenario a la doctora Vivian Bearing en Wit, de Margaret Edson, ganadora del premio Pulitzer. En 2006 obtuvo el papel recurrente de Claire Meade, la madre alcohólica de Daniel y Alexis Meade, en la cadena ABC con la serie Ugly Betty. Su interpretación le dio una nominación al Emmy. También apareció en un episodio de Family Guy. En 2007 interpretó el papel de una mujer cristiana radical en Save Me, una película independiente. 
Desde 2002 a 2010, tuvo un papel recurrente en la serie de NBC La Ley y el Orden: Unidad de Víctimas Especiales, donde interpretó a la jueza Elizabeth Donnelly. Entre 2010 y 2011, actuó en Broadway en la obra de Lombardi y recibió una nominación para el premio Tony. En 2012 fue elegida como Judith Ryland, la madre perversa en la serie dramática de TNT Dallas.

## Activismo
Light es defensora de los derechos de los homosexuales y ayudó al coprotagonista de Who's the Boss? Danny Pintauro a revelar su condición sexual. Asimismo, ha ayudado en la organización de numerosas obras benéficas y caritativas.
El 1 de abril de 2010, Judith Light se unió a Cyndi Lauper en el lanzamiento de su campaña Give a Damn (en español 'Me importa un bledo') para concienciar más extensamente sobre la discriminación de la comunidad LGBT como parte de su Fondo True Colors. Otros nombres incluidos en la campaña son Whoopi Goldberg, Jason Mraz, Elton John, Cynthia Nixon, Kim Kardashian, Clay Aiken, Sharon Osbourne, Kelly Osbourne y Jesse Tyler Ferguson.

## Filmografía

### Películas

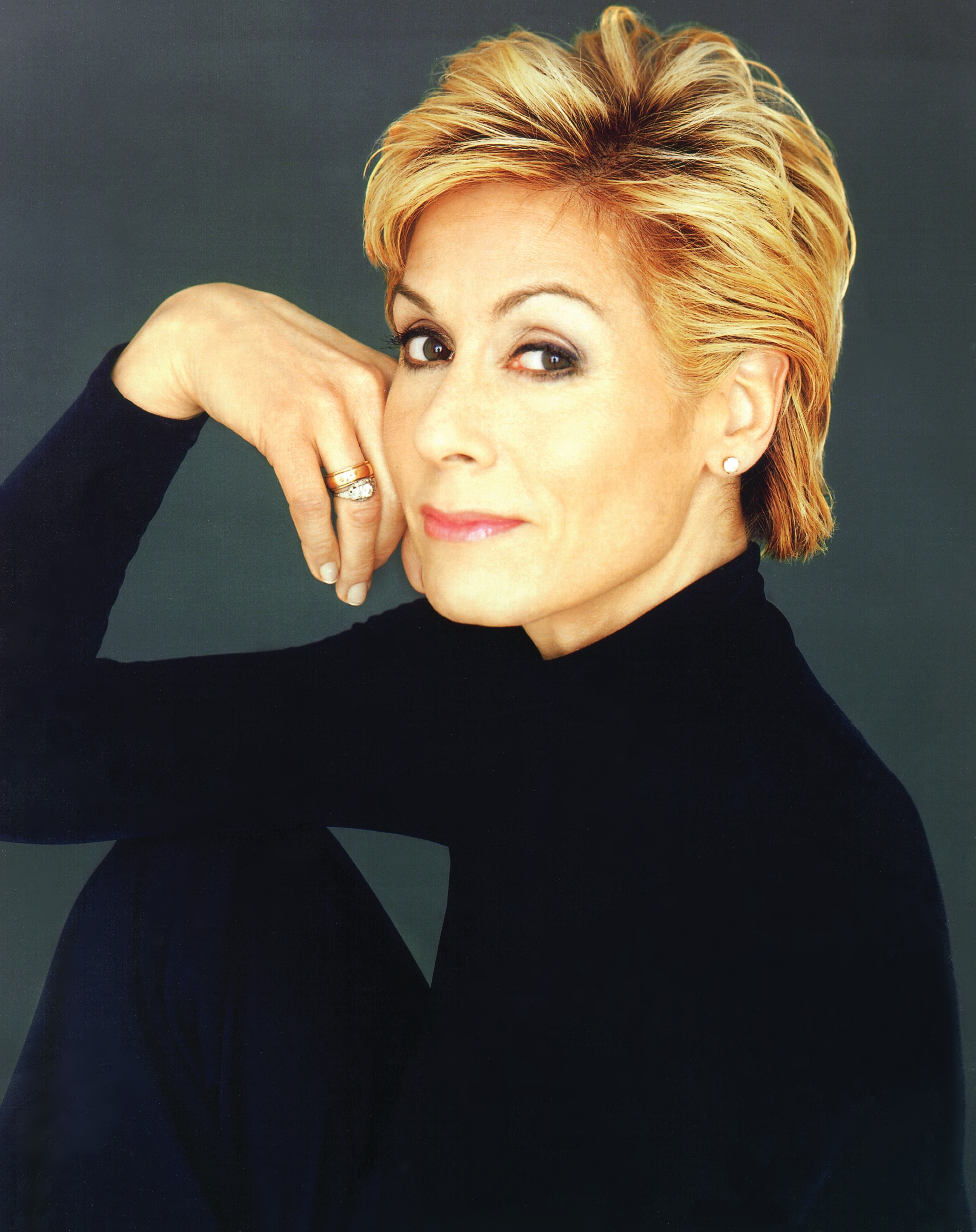
Judith Light, 2007

| Año  | Título                                  | Rol                       | Notas |
| ---- | --------------------------------------- | ------------------------- | ----- |
| 1996 | Paul Monette: The Brink of Summer's End | Ella misma                |       |
| 1996 | A Step Toward Tomorrow                  | Anna Lerner               |       |
| 2000 | Joseph: King of Dreams                  | Zuleika                   | Voz   |
| 2005 | Ira & Abby                              | Arlene Black              |       |
| 2006 | A Broken Sole                           | Hilary                    |       |
| 2007 | Save Me                                 | Gayle                     |       |
| 2012 | Rhymes with Banana                      | Ella misma                |       |
| 2012 | Scrooge & Marley                        | Narradora                 |       |
| 2014 | Last Weekend                            | Veronika Goss             |       |
| 2015 | We'll Never Have Paris                  | Jean                      |       |
| 2015 | Digging for Fire                        | Grandma                   |       |
| 2018 | Ms. White Light                         | Val                       |       |
| 2018 | Hot Air                                 | Judith Montefiore-Salters |       |
| 2019 | Before You Know It                      | Sherrell                  |       |
| 2021 | Tick, Tick... Boom!                     | Rosa Stevens              |       |
| 2022 | The Menu                                | Anne                      |       |
| 2023 | Down Low                                | Sandy                     |       |
| 2023 | The Young Wife                          | Cookie                    |       |

### Películas para televisión
| Año  | Título                                      | Rol                     | Notas |
| ---- | ------------------------------------------- | ----------------------- | ----- |
| 1983 | Intimate Agony                              | Marsha                  |       |
| 1987 | Stamp of a Killer                           | Cathy Proctor           |       |
| 1989 | The Ryan White Story                        | Jeanne White            |       |
| 1989 | My Boyfriend's Back                         | Vickie Vine             |       |
| 1990 | In Defense of a Married Man                 | Laura Simmons           |       |
| 1991 | Wife, Mother, Murderer                      | Marie Hilley/Robbi/Teri |       |
| 1993 | Men Don't Tell                              | Laura MacAffrey         |       |
| 1994 | Betrayal of Trust                           | Noël                    |       |
| 1994 | Against Their Will: Women in Prison         | Alice Needham           |       |
| 1995 | Lady Killer                                 | Janice Mitchell         |       |
| 1996 | A Strange Affair                            | Lisa McKeever           |       |
| 1996 | Murder at My Door                           | Irene McNair            |       |
| 1997 | Too Close to Home                           | Diana Donahue           |       |
| 1998 | Carriers                                    | Maj. Carmen Travis      |       |
| 2001 | Born In Brooklyn                            | Catherine               |       |
| 2011 | Other People's Kids                         | Laura                   |       |
| 2014 | The Winklers                                | Tita Winkler            |       |
| 2019 | Escaping the Madhouse: The Nellie Bly Story | Matron Grady            |       |

### Televisión
| Año     | Título                                                    | Rol                          | Notas                                                            |
| ------- | --------------------------------------------------------- | ---------------------------- | ---------------------------------------------------------------- |
| 1977    | Kojak                                                     | Laetitia Palmerance          | Episodio: «Monkey on a String»                                   |
| 1977-83 | One Life to Live                                          | Karen Wolek                  | Personaje principal                                              |
| 1983    | St. Elsewhere                                             | Barbara Lonnicker            | Episodio: «Dog Day Hospital»                                     |
| 1983    | Family Ties                                               | Stacey Hughes                | Episode: «Not an Affair to Remember»                             |
| 1984    | The Mississippi                                           | -                            | Episodio: «Home Again»                                           |
| 1984    | Remington Steele                                          | Clarissa Custer              | Episodio: "Dreams of Steele"                                     |
| 1984    | You Are the Jury                                          | Elizabeth Harding            | Episodio: «The Case of the People of Florida vs. Joseph Landrum» |
| 1984-92 | Who's the Boss?                                           | Angela Bower                 | 196 episodios                                                    |
| 1986    | Charmed Lives                                             | Angela Bower                 | Episodio: «Pilot»                                                |
| 1993-94 | Phenom                                                    | Dianne Doolan                | 22 episodes                                                      |
| 1996-97 | Duckman                                                   | Ursula Bacon "Honey" Chicken | 3 episodios                                                      |
| 1997    | Cow and Chicken                                           | Nurse (voz)                  | Episodio: «Space Cow/The Legend of Sailcat»                      |
| 1998    | The Simple Life                                           | Sara Campbell                | 7 episodios                                                      |
| 2002    | Spin City                                                 | Christine                    | Episode: «O Mother, Where Art Thou?»                             |
| 2002-10 | Law & Order: Special Victims Unit                         | Elizabeth Donnelly           | 25 episodios                                                     |
| 2004    | The Stones                                                | Barbara Stone                | 9 episodios                                                      |
| 2006    | Family Guy                                                | Ella misma (voz)             | Episodio: «The Griffin Family History»                           |
| 2006    | Twenty Good Years                                         | Gina                         | 3 episodes                                                       |
| 2006-10 | Ugly Betty                                                | Claire Meade                 | 55 episodes                                                      |
| 2011    | Nurse Jackie                                              | Maureen Cooper               | Episode: «Rat Falls»                                             |
| 2012-15 | The Exes                                                  | Marjorie                     | 3 episodes                                                       |
| 2013-14 | Dallas                                                    | Judith Brown Ryland          | 18 episodios                                                     |
| 2014    | Raising Hope                                              | Louise                       | Episodio: «Dinner with Tropes»                                   |
| 2014-19 | Transparent                                               | Shelly Pfefferman            | 32 episodios                                                     |
| 2017    | Doubt                                                     | Carolyn Rice                 | 8 episodes                                                       |
| 2017    | I'm Sorry                                                 | Judy                         | Episodio: «Pilot»                                                |
| 2017    | Penn Zero: Part-Time Hero                                 | Mrs. Wright (voice)          | Episodio: «My Mischievous Son»                                   |
| 2018    | The Assassination of Gianni Versace: American Crime Story | Marilyn Miglin               | 2 episodios                                                      |
| 2018    | The Good Fight                                            | Deidre Quinn                 | Episodio: «Day 492»                                              |
| 2018-19 | Queen America                                             | Regina                       | 3 episodios                                                      |
| 2019-20 | The Politician                                            | Dede Standish                | 8 episodios                                                      |
| 2020    | Manhunt: Unabomber                                        | Bobi Jewell                  | 7 episodios                                                      |
| 2021    | Impeachment: American Crime Story                         | Susan Carpenter-Mcmillan     | 5 episodios                                                      |
| 2022-23 | Julia                                                     | Blanche Knopf                | Recurrente, 9 episodios                                          |
| 2022-23 | Shinning Vale                                             | Joan                         | Recurrente, 6 episodios                                          |
| 2022    | American Horror Stories                                   | Virginia Mallow              | Episodio: «Facelift»                                             |
| 2023    | Poker Face                                                | Irene                        | Episodio: «Time of the Monkey»                                   |
| 2024    | Kite Man: Hell Yeah!                                      | Helen Villigan               | Papel de voz                                                     |
| 2024    | Before                                                    | Lynn                         | Posproducción                                                    |

### Teatro
| Año       | Título                         | Rol             | Notas                           |
| --------- | ------------------------------ | --------------- | ------------------------------- |
| 1975      | A Doll's House                 | Helene          | Vivian Beaumont Theater         |
| 1976      | Measure for Measure            | Francisca       | Delacorte Theater               |
| 1976      | Herzl                          | Julie Herzl     | Palace Theatre                  |
| 1999-2000 | Wit                            | Vivian Bearing  | Union Square Theatre            |
| 2001      | Hedda Gabler                   | Hedda Gabler    | Shakespeare Theatre Company     |
| 2002      | Sorrows and Rejoicings         | Allison Olivier | Second Stage Theatre            |
| 2005      | Colder Than Here               | Myra            | Lucille Lortel Theatre          |
| 2010-11   | Lombardi                       | Marie Lombardi  | Circle in the Square Theatre    |
| 2011-12   | Other Desert Cities            | Silda Grauman   | Booth Theatre                   |
| 2013      | The Assembled Parties          | Faye            | Samuel J. Friedman Theatre      |
| 2015      | Thérèse Raquin                 | Madame Raquin   | Roundabout Theater at Studio 54 |
| 2016      | All The Ways To Say I Love You | Faye            | MCC Theater                     |
| 2017      | God Looked Away                | Estelle         | Pasadena Playhouse              |